# ピアノでポップスを
『ピアノでポップスを』 は、NHK教育の「趣味講座」、「趣味百科」の中で放送されたテレビ番組である。

## 概要
“お宅で深い眠りについているピアノ”（テキスト巻頭より）を揺り起こして家族全員でピアノ演奏を楽しもう、という概念に基づいて毎週1曲ずつレッスンしていく。家族役の出演者4人はそれぞれ演奏レベルが違い、音楽への接し方も違う点を考慮してそれぞれにふさわしい曲を選曲してある。
必ずしもポップスにこだわらず、連弾やクラシックの編曲、弾き語り、カラオケの伴奏、ギターとのアンサンブル、懐かしのメロディまで幅広く網羅している。
シリーズIでの好評を受け、シリーズIIでは半年間・計26回に延長された。シリーズIIIでは羽田健太郎も参加し、技術的にも中級・上級向きの曲を多く取り上げた。

## 番組の流れ
講師の服部克久が番組のオープニングテーマも兼ねてピアノ演奏から始まる。
服部の短い挨拶の後、家族紹介。家族は4人家族という設定。長女は中学生、家族の中で一番ピアノが上手で難しい曲のレッスンを受ける。長男は小学生、ピアノを習い始めた設定だが家族の中では2番目に上手い。小学生であるため、オクターブが届かない点に配慮された選曲でレッスンを受けている。お母さんは昔ピアノを習っていて最近また練習しはじめたという設定。比較的ゆっくりした曲でレッスンを受ける。お父さんはピアノ初心者の設定で簡単な曲でレッスンを受ける。設定上、練習が苦手で歌の伴奏を長女に任せたりする。
毎週家族の1人が曲を演奏し、講師の服部からアドバイスを受ける。その後アドバイスに留意して曲を再度さらい、レッスン終了。番組の終わりに家族と服部でまとめのコメントをつけて終了する。

## 講師
- 服部克久
- 羽田健太郎（I と II はゲスト出演、III は講師で出演）

## 放送日時
ピアノでポップスを I
- 1988年4月 - 6月
  - 毎週月曜日 19:30 - 20:00
  - 再放送：毎週土曜日 17:30 - 18:00

ピアノでポップスを II
- 1989年4月 - 9月
  - 毎週月曜日 19:30 - 20:00
  - 再放送：毎週日曜日 18:00 - 18:30

ピアノでポップスを III
- 1991年7月 - 9月
  - 毎週月曜日 21:30 - 22:00
  - 再放送：毎週火曜日 14:00 - 14:30
- 1994年7月 - 9月
  - 再々放送：毎週月曜日 14:30 - 15:00

## シリーズ I
出演者
- お父さん：佐々木雄二
- お母さん：榊原るみ
- 長女りえ子：相澤吏江子
- 長男憲作：西山憲作

## シリーズ II
出演者
- お父さん：大西二郎
- お母さん：久郷慶子
- 長女久美子：唐原久美子
- 長男洋玄：田中洋玄

放送内容

## シリーズ III
出演者
- 「音田家（）の人々」
  - お父さん：高橋良味
  - お母さん：水沢アキ
  - 長女：葛岡幸子
  - 長男：井上敬
- 音田さんちの隣の羽田さん：羽田健太郎

放送内容